# Nandao
Un nandao (Chino: 南刀; pinyin: Nán dāo) es un tipo de sable, o espada de un solo filo, que se utiliza en el taolu del wushu contemporáneo. Ratificado para su uso por la Federación Internacional de Wushu en 1992, ha ganado una gran popularidad en todo el mundo y se ha convertido en uno de los principales eventos en las competiciones de wushu.

## Historia

### Creación
En la década de 1980, con el desarrollo del wushu taolu moderno, los profesores de la Asociación China de Wushu buscaban una espada o arma corta que complementara el estilo de mano libre del nanquan. Entre las candidatas consideradas se encontraban la espada de nueve-anillos, la espada mariposa, el dadao y la espada de cabeza fantasma, pero todas se consideraron poco prácticas. Durante la creación de una rutina obligatoria de nangun, el profesor Wang Peikun se reunió con Zhou Susheng, entrenador del Equipo de Wushu de Guangxi, para hablar sobre la creación de un nuevo tipo de espada: el nandao. Encontraron un espadero que creó prototipos de espadas nandao, que se entregaron a los entrenadores.
Wang y Zhou hablaron sobre la creación de una rutina para el nandao. Tras reunirse con Xue Yi, entrenador del Equipo de Wushu de Beijing, y Yuan Linlin, entrenador del Equipo de Wushu de Hubei, se encargó a Ka Li Abdul y Xu Yi, miembros del equipo de Beijing, la elaboración de una rutina. Tras las revisiones y la práctica de las nuevas técnicas, se grabó un vídeo de demostración de la primera rutina obligatoria, con Ka Li como intérprete.

### Difusión y uso internacional
En 1992, la Federación Internacional de Wushu ratificó el uso del nandao (junto con el nangun) en competiciones internacionales. El nandao debutó en la élite en el Campeonato Mundial de Wushu de 1999 en Hong Kong, donde Ho Ro Bin y Huang Chunni se alzaron como los primeros campeones mundiales de la disciplina. En 2000, el nandao debutó en el Campeonato Asiático de Wushu, en 2001 en los Juegos del Sudeste Asiático y en 2002 en los Juegos Asiáticos. A partir del Torneo de Wushu de Pekín de 2008, el nandao en algunos importantes eventos multideportivos comenzó a ser disputado exclusivamente por mujeres debido a las limitaciones en el cupo de medallas.
De 1999 a 2004, los eventos de nandao en competiciones internacionales utilizaron la primera rutina obligatoria, interpretada por Ka Li en 1992. Con la revisión de las reglas de la IWUF de 2005, se introdujo el sistema de tres puntos y los atletas debían coreografiar sus propias rutinas opcionales. En 2012, se creó una nueva rutina obligatoria de nandao como parte del Tercer Conjunto de Rutinas Obligatorias de la IWUF. Esta rutina solo se ha utilizado en el Campeonato Mundial Juvenil de Wushu desde 2013 y en otras competiciones juveniles a nivel mundial, pero no en la categoría de adultos.

## Puntuación y reglas

### Arma
Las espadas Nandao tienen una hoja con forma de mariposa, pero más larga, una guarda en forma de S que permite un agarre inverso y una longitud de empuñadura que permite empuñaduras individuales y dobles. En la última revisión de las reglas de la IWUF para competición internacional, la punta de la hoja Nandao no debe ser más corta que la mandíbula del competidor si se sostiene con la mano izquierda cerca del cuerpo.

### Rutinas
A partir de las reglas de la IWUF de 2024, las rutinas de nandao deben tener una duración de entre 1 minuto y 20 segundos y 1 minuto y 35 segundos. Además, deben incluir las siguientes técnicas:

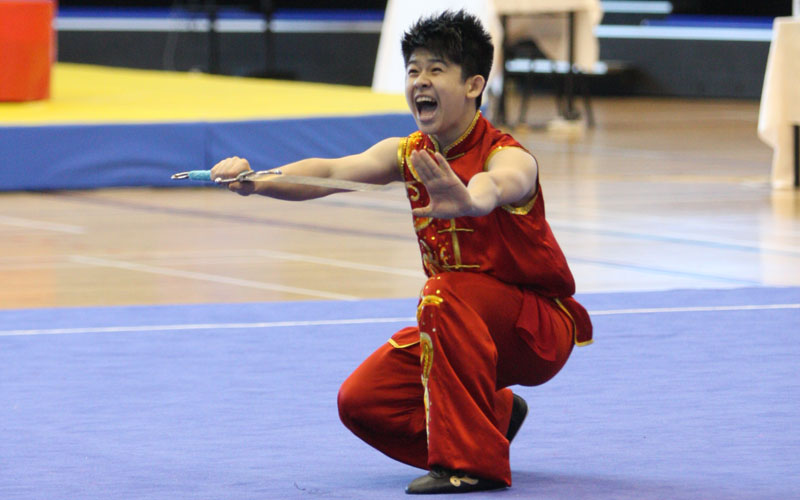
Prácticante del taolu empuñando un nandao en una rutina.

#### Técnicas de espada
- Chán Tóu (缠头) - Envolvimiento por encima de la cabeza
- Guǒ Nǎo (裹脑) — Envolvimiento alrededor de la cabeza
- Pī Dāo (劈刀) - Corte vertical
- Mǒ Dāo (抹刀) - Corte horizontal
- Gé Dāo (格刀) - Bloqueo con sable
- Jié Dāo (截刀) -  Intercepción de ataque
- Sǎo Dāo (扫刀) - Barrido con sable
- Jiǎn Wàn Huā Dāo (剪腕花刀) - Corte en figura 8

#### Posturas
- Gōng Bù (弓步) - Postura del arco
- Mǎ Bù (马步) - Postura del caballo
- Pū Bù (仆步) - Postura agachada
- Xū Bù (虚步) - Postura vacía
- Dié Bù (蝶步) - Postura cruzada
- Qí Lóng Bù (骑龙步) - Postura del dragón

#### Juego de piernas
- Qílín Bù (麒麟步) - Paso de Kirin

#### Técnica de piernas
- Héng Dīng Tuǐ (横钉腿) - Patada de clavado horizontal

### Criterios de puntuación
Los criterios de puntuación del Nandao (南刀) en Wushu moderno se basan en el reglamento oficial de la IWUF (International Wushu Federation) y son los mismos principios que rigen las demás rutinas de armas cortas (como daoshu). Se aplican tanto en rutinas de taolu tradicional como en competiciones modernas de estilo libre.